# Adam Harasiewicz
Adam Harasiewicz (ur. 1 lipca 1932 w Chodzieży) – polski pianista, zwycięzca V Międzynarodowego Konkursu Pianistycznego im. Fryderyka Chopina w Warszawie (1955).

## Życiorys
Naukę gry na fortepianie rozpoczął w wieku 10 lat. Uczył się w Państwowej Szkole Muzycznej w Rzeszowie, a w latach 1950–1956 był studentem Państwowej Wyższej Szkoły Muzycznej w Krakowie. W trakcie nauki zwyciężył w Konkursie Młodych Talentów w Rzeszowie (1947).
W 1955 został drugim polskim pianistą w historii, który zwyciężył w Międzynarodowym Konkursie Pianistycznym im. Fryderyka Chopina. Sukces na konkursie był początkiem jego międzynarodowej kariery. W kolejnych latach koncertował w Europie, Azji i Ameryce Północnej. W 1958 występował na Wystawie Światowej w Brukseli. W 1960 brał udział w koncertach z okazji 150. rocznicy urodzin Fryderyka Chopina (m.in. w siedzibie ONZ).
Był jurorem międzynarodowych konkursów muzycznych, m.in. sześciu Konkursów Chopinowskich w Warszawie (1995, 2000, 2005, 2010, 2015, 2021), Międzynarodowego Konkursu Pianistycznego im. Ferruccio Busoniego (1984), Viotti International Music Competition i Międzynarodowego Konkursu Młodych Pianistów „Arthur Rubinstein in memoriam” (2014).

## Repertuar i dyskografia
W jego repertuarze znajdują się głównie utwory Chopina, ale także Johannesa Brahmsa, Karola Szymanowskiego i Ferenca Liszta. W latach 1958–1974 nagrał większość dzieł Chopina dla wytwórni płytowej Philips, a w 2005 wszystkie mazurki Chopina dla Polskiego Radia. W swoim dorobku ma też płyty wydane przez Decca Records, Brilliant Classics, Koch Discover International i Arcobaleno.
Wydana przez Agorę płyta Harasiewicza, Aszkenaziego i Ugorskiego – Chopin Polonezy 2, inne tańce, liryki ulotne, w 2010 roku osiągnęła status platynowej płyty.

## Wyróżnienia
- Medal Harriet Cohen Foundation w Londynie (1957)[1]
- Złoty medal Fundacji im. Ignacego Jana Paderewskiego w Nowym Jorku (1960)[4]
- Honorowy Obywatel Miasta Rzeszowa (1999)[13]
- Honorowy Obywatel Chodzieży (2011)[14]